# فرودگاه امپرس\مک‌نیل اسپکترا انرژی
فرودگاه امپرس\مک‌نیل اسپکترا انرژی (به انگلیسی: Empress/McNeill Spectra Energy Aerodrome) یک فرودگاه خصوصی است که یک باند فرود آسفالت دارد و طول باند آن ۱۰۶۷ متر است. این فرودگاه در کشور کانادا قرار دارد و در ارتفاع ۷۳۰ متری از سطح دریا واقع شده است.